# Montjoi (Tarn y Garona)
 Montjoi  es una población y comuna francesa, en la región de Mediodía-Pirineos, departamento de Tarn y Garona, en el distrito de Castelsarrasin y cantón de Valence.

## Demografía
| 296 | 280 | 226 | 221 | 178 | 177 |
| Para los censos de 1962 a 1999 la población legal corresponde a la población sin duplicidades (Fuente: INSEE [Consultar]) |     |     |     |     |     |